# Рёвер, Генрих
Генрих Рёвер (нем. Heinrich Röver; 27 мая 1827 года, Вена — 13 мая 1875 года, там же) — австрийский виолончелист.
Первоначально получил музыкальное образование как скрипач и лишь в возрасте 18 лет окончательно перешёл на виолончель. Как виолончелист учился в консерватории Венского Общества друзей музыки у Йозефа Мерка и Антона Трега. С 1859 года и до конца жизни (с перерывом в 1868—1872 гг.) выступал в составе Квартета Хельмесбергера. Одновременно играл в оркестре Венской придворной оперы, с 1871 г. член Венской придворной капеллы. В 1870—1874 гг. преподавал в консерватории Общества друзей музыки. По мнению Франсуа Жозефа Фети, около 1868 года Рёвер был лучшим виолончелистом Вены. Оставил ряд сочинений для своего инструмента, транскрипций оперных арий, переложений музыки Франца Шуберта и др.